# 5217 Chaozhou
5217 Chaozhou là một tiểu hành tinh vành đai chính với chu kỳ quỹ đạo là 1342.7255994 ngày (3.68 năm).
Nó được phát hiện ngày 13 tháng 2 năm 1966.